# Блохин, Анатолий Прокопьевич
Анатолий Прокопьевич Блохин (15 ноября 1930, Шушково, Ивановская Промышленная область — 14 февраля 2014, Москва) — советский партийный и государственный деятель, председатель Государственного комитета РСФСР по труду (1982—1990).

## Биография
Окончил Московский планово-финансовый техникум (1951), Омский машиностроительный институт (ныне Омский государственный технический университет) (1962). Член КПСС с 1954 г.
С 1955 г. — на партийной работе. В 1970—1973 гг. — второй секретарь Омского обкома КПСС.
В 1973—1982 гг. — председатель Омского облисполкома.
В 1982—1990 гг. — председатель Государственного комитета РСФСР по труду (с 1987 г. — по труду и социальным вопросам).
Делегат XXII—XXVI съездов КПСС. Депутат Верховного Совета РСФСР 9 и 10-го созывов.

## Награды
- Орден Трудового Красного Знамени
- Орден «Знак Почёта»
- орден Октябрьской Революции